# Chambre de commerce et d'industrie de région Hauts-de-France
La chambre de Commerce et d'Industrie de région Hauts-de-France ou CCI Hauts-de-France est un établissement public à caractère administratif administré par 120 élus chefs d’entreprises, bénévoles et élus pour cinq ans.
Elle représente environ 170 000 entreprises dans les 5 départements de la région Hauts-de-France : Nord, Pas-de-Calais, Somme, Aisne, Oise et intervient dans plusieurs domaines liés à la vie économique et à la vie de l'entreprise. Le siège est situé à Lille.

## Mission
En qualité de corps intermédiaire de l’État ayant à sa tête des chefs d’entreprises élus par leurs pairs, la CCI de région Hauts-de-France, établissement public, dispose d'une fonction de représentation des intérêts de l’industrie, du commerce et des services auprès des pouvoirs publics. Elle contribue au développement économique, à l’attractivité et à l’aménagement des territoires ainsi qu’au soutien des entreprises de la région Hauts-de-France.

À ce titre :
- Elle est consultée par le conseil régional pour tout dispositif d’assistance aux entreprises dont la région envisage la création.
- Elle est associée à l’élaboration du schéma régional d’aménagement et de développement du territoire.
- Elle est associée à l’élaboration des schémas de cohérence territoriale lorsqu’ils excèdent la circonscription d’une CCI territoriale[3].
- Elle encadre et soutient les activités de 7 CCI.

Les CCI de région, ainsi que les CCI territoriales, sont placées sous la tutelle du Préfet de région assisté par le responsable régional des finances publiques.

### Gestion et développement des grands équipements
- 27 ports dont les Ports du Détroit -Calais/Boulogne ; le Port de Lille ; le Port de Nogent/Oise…..)[4]
- les aéroports de Lille et de Merville, et 4 aérodromes[5]
- Près de 30 parcs et zones d’activités
- 1 parc des expositions[6]

## CCI rattachées
La CCI de région encadre et soutient les activités des 7 CCI des Hauts-de-France:
- chambre de commerce et d'industrie de l'Aisne
- chambre de commerce et d'industrie d'Amiens-Picardie
- chambre de commerce et d'industrie Artois
- chambre de commerce et d'industrie Littoral Hauts-de-France
- chambre de commerce et d'industrie Grand Lille
- chambre de commerce et d'industrie Grand Hainaut
- chambre de commerce et d'industrie de l'Oise

## Historique
1964 : Création de la chambre Régionale de Commerce et d'Industrie.
2010 : La loi du 23 juillet modifie en profondeur l’organisation du réseau consulaire en France.
(Elle complète et approfondit la loi du 2 mars 2005 qui incitait le réseau consulaire à se moderniser, ce que les CCI du Nord-Pas de Calais ont fait en décidant de ramener leur nombre de 13 à 4, sous l’égide d’un schéma directeur voté le 27 novembre 2008.)

Les élections des membres des chambres de commerce et d’industrie ont eu lieu du 25 novembre au 8 décembre 2010.
2011 : Au 1er janvier le réseau consulaire Nord-Pas de Calais s’articule donc désormais autour d’une CCI de région à laquelle sont rattachées 4 CCI territoriales.
2017 : Au 1er janvier 2017, la CCI Nord de France fusionne avec la CCI Picardie afin de devenir la CCI de région Hauts-de-France à laquelle sont désormais rattachées les CCI territoriales Aisne, Amiens-Picardie, Artois, Grand Lille, Grand Hainaut, Littoral Hauts-de-France et Oise, pour devenir la 3e CCI de France[pas clair].

## Pour approfondir